# 伊洛克

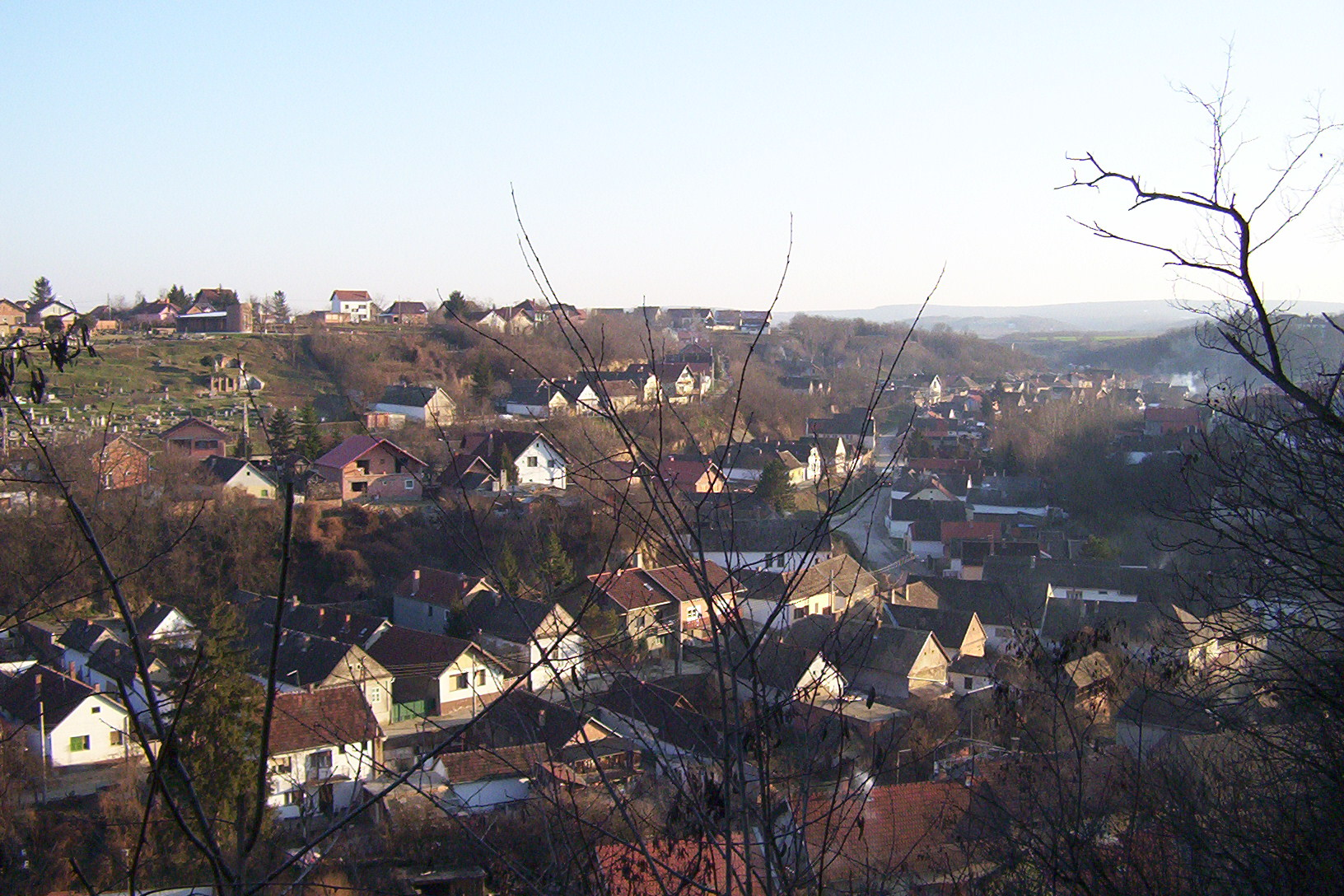

伊洛克是克羅地亞的城鎮，位於該國東部，由武科瓦爾-斯里耶姆縣負責管轄，海拔高度135米，主要經濟活動是葡萄培植、葡萄酒釀酒業和旅遊業，該地區自新石器時代有人類居住，2011年人口6,750。

## 外部連結
- Official the tourist pages of the town of Ilok （克羅埃西亞文） （英文） （德文）
- Wine route of Ilok （克羅埃西亞文）